# Ansley, England
Ansley är en ort och civil parish i Storbritannien.   Den ligger i grevskapet Warwickshire och riksdelen England, i den södra delen av landet, 150 km nordväst om huvudstaden London. Antalet invånare är 2 267. Arean är 11,1 kvadratkilometer.
Terrängen i Ansley är platt.